# 기부

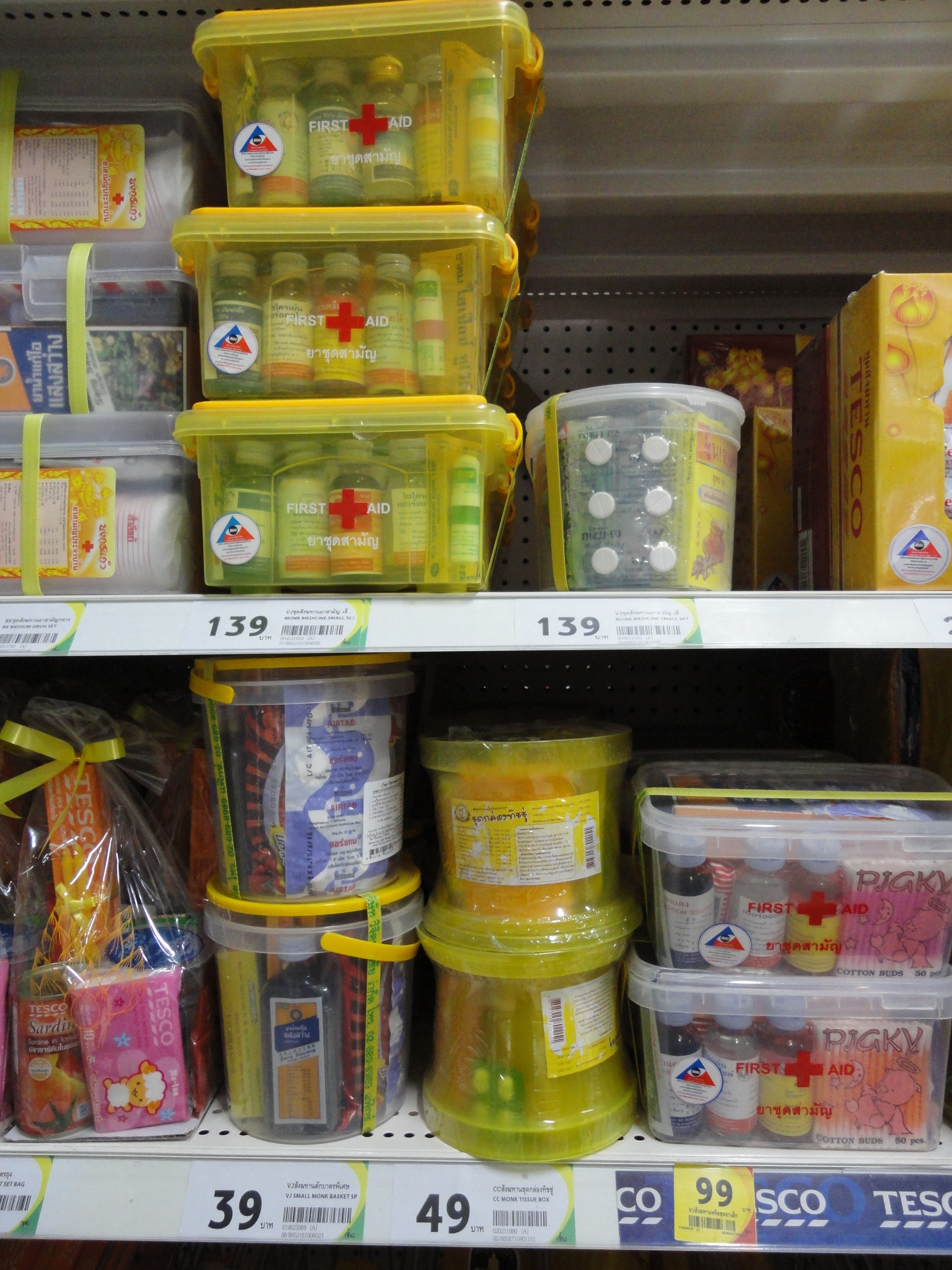
태국의 승려들에게 전달될, 미리 포장된 기부품

기부(寄附, donation)는 일반적으로 자선이나 대의를 목적으로 대가 없이 내놓는 것을 말한다. 기부는 여러 형태로 이루어지는데 여기에는 현금 제공, 용역, 의류, 장난감, 음식, 탈것 등의 새로운 물건이나 헌 물건을 포함한다. 응급 조치와 관련하여 개발 원조, 혈액, 장기 이식을 위한 장기도 포함할 수 있다. 사람들은 해마다 크리스마스를 전후로 구세군에다 기부를 하기도 한다.

## 법률에서의 기부금
법인세법상 기부금은 타인(사용인은 제외)에게 법인의 사업과 직접 관계없이 무상으로 지출하는 재산적 증여의 가액, 법인이 특수관계가 없는 자에게 정당한 사유없이 자산을 정상가격보다 낮은 가액으로 양도하거나 높은 가격으로 매입함으로써 그 차액 중 실질적으로 증여한 것으로 인정되는 금액(이 경우 정상가액은 시가에 시가의 100분의 30을 가감한 범위내의 가액으로 한다)으로 범위를 제한하고 있는데, 금전 외의 자산을 기부한 후 그 자산을 사용하거나 그 자산으로부터 수익을 받을 경우에 대해서는 별도로 규정하고 있다 (시행규칙 제16조 참조).  기부금은 지정기부금(기부금 중 사회복지·문화·예술·교육·종교·자선 등 공익성을 감안하여 법인세법·시행령에서 인정하는 범위)과 지정기부금 이외의 기부금으로 나뉘는데, 지정기부금은 일정 한도내에서만 당해 사업연도의 소득금액 계산에 있어서 손금에 산입되며, 그 이외의 기부금은 산입되지 않는다(제18조 1항).  다만 국가 또는 지방자치자체에 무상으로 기증하는 금품의 가액, 국방헌금과 휼병금(恤兵金), 천재·지변으로 생긴 이재민으로 위한 구호물품의 가액 등은 원칙적으로 한도는 없으되 그 합계액이 당해 사업연도의 소득금액에서 결손금(제8조 1호)을 차감한 금액을 초과할 때에는 그 초과금액에 대해서는 당해 사업연도의 소득금액계산에 있어서 손금에 산입되지 않는다.

## 기부단체
- 대한사회복지회 - 1954년 설립된 아동복지전문 사회복지법인. 영유아, 아동, 장애아동, 청소년, 한부모가족, 어르신 등 소외이웃 보호 지원.
- 월드비전 - 지구촌을 돕는 국제개발 긴급구호 NGO

## 같이 보기
- 크라우드펀딩 & Humanitarian Crowdfunding[1]
- 박애주의
- 증여